# Cines Texas

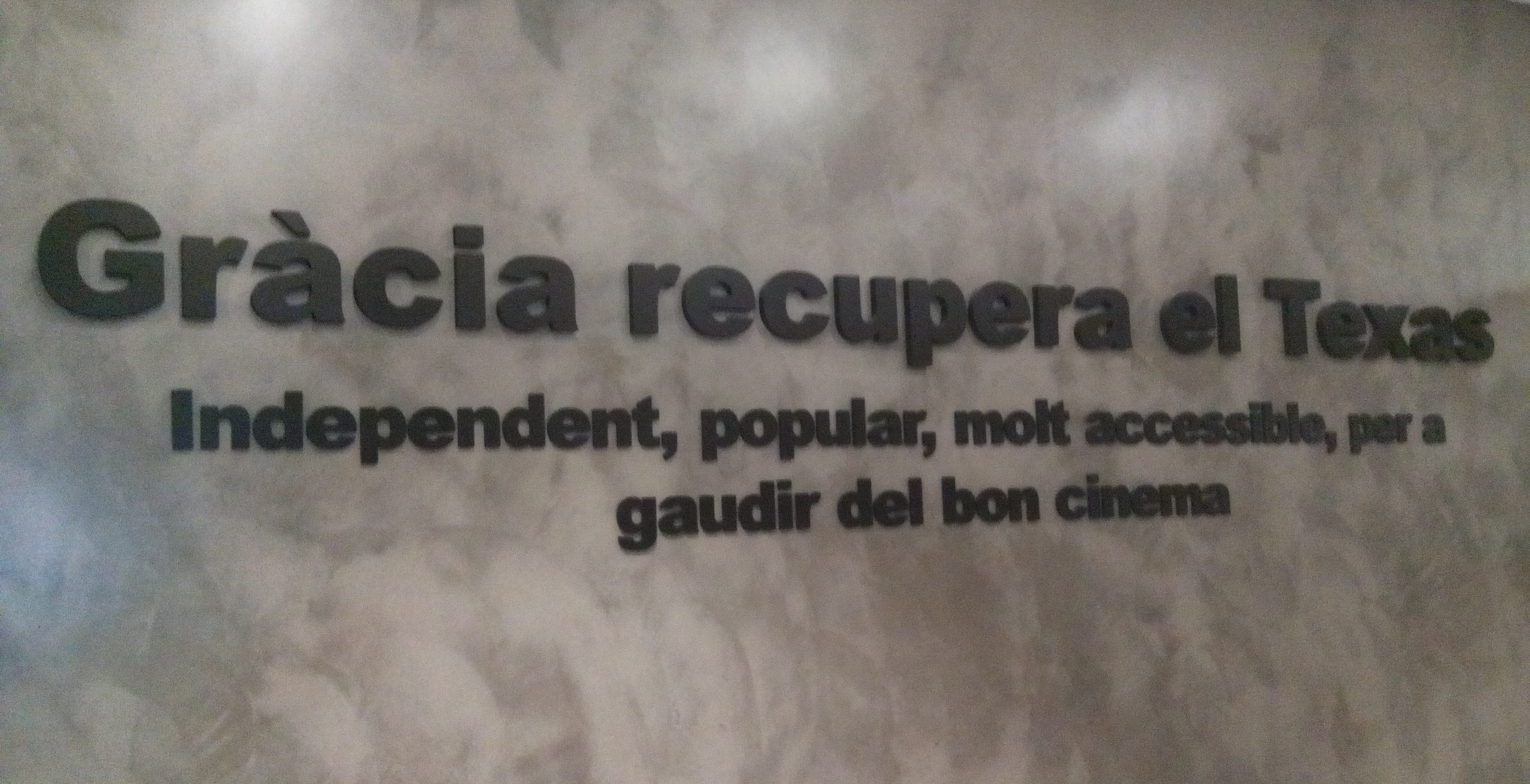
Inscripción en Cines Texas.

Los Cines Texas son unas salas de cine ubicadas en la calle Bailén, 205 de Barcelona, en el barrio de Gracia. Ocupan el mismo espacio donde anteriormente se ubicaban los antiguos cines Lauren Gracia.
En la anterior etapa fueron impulsados por el cineasta Ventura Pons, que abrió los cines el 17 de septiembre de 2014 y programó especialmente reestrenos en versión original subtitulada al catalán y también películas infantiles dobladas al catalán. También ofrecen maratones temáticos, sesiones con presentación y recuperación de clásicos del cine.
Desde el 18 de septiembre de 2014 y hasta septiembre de 2016 los Texas proyectaron 285 films en VOSC y 91 películas infantiles dobladas en catalán, con el apoyo de la Dirección General de Política Lingüística de la Generalidad de Cataluña. Cerca de 400 000 espectadores asistieron a sus proyecciones.
En 2016 fueron elegidos como mejor salas de cine de España por Europa Cinemas. En 2017, se abrieron unos cines con la misma filosofía en Valencia, los AlbaTexas, aunque posteriormente tuvieron que cerrar.
En 2023 está prevista su reapertura bajo el nombre de Espai Texas con un nuevo equipo directivo comandado por Isona Passola y Anna Rosa Cisquella, un espacio multidisciplinar que incluirá dos salas de cine, un teatro de 200 localidades y un bar.

## Descripción
El espacio disponía de 4 salas equipadas con proyectores digitales 2D, IMS2000 Dolby Doremi con procesadores Christie CP2208. En total se ofrecían 540 butacas.
En el nuevo Espai Texas el espacio dispondrá de 2 salas de cine, una de teatro y una zona de bar.
En la anterior etapa de Ventura Pons cada sala estaba dedicada a una personalidad relacionada con el cine catalán: Néstor Almendros, Bigas Luna, Francesc Rovira y Beleta y José Luis Guarner.

## Cierre
En octubre de 2020 se hizo pública la noticia del cierre de este cine, el cual llevaba desde marzo del mismo año sin abrir debido a la crisis sanitaria del COVID-19.
Desde que se hizo pública la noticia, los vecinos del barrio de Gràcia no pararon de movilizarse con la esperanza de salvar uno de los proyectos más emblemáticos y vitales del barrio. Entre otras cosas, llevaron a cabo una recogida de firmas y elaboraron un manifiesto. El movimiento vecinal ha sido clave para la próxima reapertura del espacio, gracias a la campaña de micromecenazgo impulsada por los nuevos promotores de la sala, que ha obtenido más de 100.000€ de vecinos y entidades.